# Rebenstecher
| Vergleich der beiden Byctiscus-Arten                      |                                                  |
|                                                           |                                                  |
| Bild 1: Stirn B. betulae                                  | Bild 2: Stirn B. populi                          |
|                                                           |                                                  |
| Bild 3: Oberseite gleichfarbig zu Unterseite (B. betulae) | Bild 4: Unterseite stets blauschwarz (B. populi) |
|                                                           |                                                  |
| Bild 5: B. betulae: Männchen mit Halsschilddornen         | Bild 6: Behaarung am Flügeldeckenende            |

Der Rebenstecher oder Rebstecher (Byctiscus betulae, fälschlicherweise auch Bytiscus betulae), lokal auch Rebstichler oder Zigarrenwickler genannt, ist ein Käfer aus der Familie der Blattroller (Unterfamilie Rhynchitinae oder Triebstecher), die mit den Rüsselkäfern eng verwandt sind. Die Gattung Byctiscus ist in Europa nur mit zwei Arten vertreten, dem Rebenstecher und dem ähnlichen Pappelblattroller. Das lebhaft blaugold oder grüngold glänzende Tier kommt auf verschiedenen Laubbäumen vor und kann als empfindlicher Schädling an Weinreben auftreten. Durch das Zusammenrollen der Blätter werden die Reben geschwächt, sodass die Traubenansätze verdorren.

## Bemerkungen zu Namen und Systematik
Die Art wurde 1758 von Linné als 32. Art der Gattung Curculio unter dem Namen Curculio betulae erstmals beschrieben. Der Beschreibung fügt Linnè an: Habitat in Betula, Alno (lat. Lebt auf Birke, Erle). Dadurch erklärt sich der Artname betulae (lat. auf Birke). Die deutschen Namen spiegeln wider, dass der Käfer auch an der Weinrebe vorkommen kann. Gelegentlich findet man jedoch auch den Namen „Birkenblattroller“.
Auch Fabricius führte die Art zuerst als Curculio betulae, später als Attelabus betuleti. Der Artname betulae wurde in betuleti geändert, da der Name Attelabus betulae von Linné bereits für eine andere Art vergeben war. Bei weiterer Aufspaltung von Attelabus wurde die Art wegen des längeren Rüssels Rhynchites zugeordnet, die Art hieß Rhynchites betuleti. Die ebenfalls zeitweise übliche Name Rhynchites betulae bezieht sich auf die von Linné Attelabus betulae genannte Art, die heute Deporaus betulae genannt wird. Von Rhynchites wurde schließlich die Gattung Byctiscus abgetrennt und die Art erhielt wieder den älteren Namen betulae. Der Gattungsname Byctiscus ist von altgr.  βύκτην býkten, dicht gedrängt, und der Endung ίσκος ískos gebildet. Er spielt darauf an, dass die Flügeldecken dicht verworren punktiert sind.
In Europa ist die Gattung Byctiscus nur mit zwei Arten vertreten, weltweit mit acht Arten.

## Merkmale des Käfers
Der knapp fünf bis sieben Millimeter lange Körper ist gedrungen und kahl, lediglich am Absturz der Flügeldecken ist er im Unterschied zum Pappelblattroller mikroskopisch fein behaart (Abb. 6). Er glänzt goldgrün, violett oder metallisch blau, wobei die Oberseite die gleiche Farbe zeigt wie die Unterseite (Abb. 3).
Der Kopf ist nach vorn zu einem Rüssel mittlerer Dicke ausgezogen, der nach unten gekrümmt ist. Die Mundwerkzeuge sitzen an der verdickten Spitze diese Rüssels. Die Kiefertaster sind starr, die Oberlippe fehlt. Die elfgliedrigen Fühler sind vor der Rüsselmitte eingelenkt. Die Fühlergrube ist kurz und nach oben geöffnet. Die Fühler sind nicht gekniet und enden in einer lockeren dreigliedrigen Keule. Die Augen sind wenig gewölbt. Die Schläfen verengen sich nach hinten nicht. Zwischen den Augen ist die Stirn nur seicht vertieft und ohne Rinne. Die Punktur des Kopfes ist zwischen den Augen zu Längsrunzeln zerflossen (Abb. 1).
Der Halsschild ist vorn etwa so breit wie der Kopf. Er verbreitert sich nach hinten und erreicht die größte Breite kurz vor der eingeschnürten Basis. Bei den Männchen sitzt beiderseits seitlich ein spitzer, nach vorn gerichteter Dorn (Abb. 5). Dieser Dorn fehlt dem Weibchen (Taxobild).
Die Flügeldecken sind breiter als der Halsschild und haben ausgeprägte Schultern. Ihre Seiten verlaufen weitgehend parallel. Seitlich und nach hinten fallen sie steil ab. Sie tragen dichte deutliche und nur teilweise verworrene Punktreihen.
Alle Beine enden in viergliedrigen Tarsen. Die Klauen sind innen gezähnt und nicht verwachsen.

## Biologie
Die Art kommt in sehr verschiedenen Lebensräumen vor. Man findet sie auf Gebüsch und zahlreichen Arten von Laubbäumen, hauptsächlich Pappelarten in Wäldern, an Waldrändern, in Flussauen, Mooren, aber auch Heidegebieten.
Die Käfer erscheinen Mitte April und sind bis in den September anzutreffen. Sie schaben kleine Löcher in die Blätter der Wirtspflanze. Wirtspflanzen sind verschiedene Laubhölzer, darunter auch Weinrebe und Birnbaum.
Als Form der Brutfürsorge rollen die Weibchen ein oder mehr Blätter zu einem Wickel zusammen, der den Larven als Nahrung dient. Der Käfer durchnagt zuerst nahe der Basis teilweise den Blattstiel. Dadurch wird das Welken der Blätter eingeleitet, wodurch sie leichter gerollt werden können. Dann wird das Blatt zu einem zigarrenförmigen Wickel gedreht. Während dieser Tätigkeit wird mehrmals ein Ei in die Rolle eingewickelt. Durchschnittlich werden pro Wickel vier bis sechs Eier abgelegt, die größte beobachtete Anzahl waren 15 Eier. Mit einem braunen, schnell trocknenden Sekret der Analdrüse wird der Abschluss der Wickel an die darunterliegende Windung angeleimt. Für die Fertigung eines Wickels benötigt das Weibchen zwei bis fünf Stunden. Jedes Weibchen stellt mehrere Wickel her. Bei der Weinrebe und anderen großen Blättern genügt ein Blatt für einen Wickel. Bei kleineren oder härteren Blättern, etwa bei der Birne, besteht ein Wickel aus mehreren Blättern.
Die Blattwickel fallen später ab und die Larven verpuppen sich im Boden. Die frisch geschlüpften Imagines erscheinen noch im gleichen Herbst oder im folgenden Frühjahr.

## Verbreitung
Das Verbreitungsgebiet erstreckt sich über ganz Europa und nach Osten über Sibirien bis nach China. In Mitteleuropa ist die Art nicht selten.

## Gefährdung
Die Art gilt in Deutschland als ungefährdet.